# René Pleven
René Pleven (ur. 15 kwietnia 1901 w Rennes, zm. 13 stycznia 1993 w Paryżu) – francuski polityk.

## Życiorys
Jego ojcem był pułkownik Jules Pleven, wykładowca na École spéciale militaire de Saint-Cyr. Wykształcenie zdobywał w liceach w Rennes i Laval, a następnie studiował prawo na Uniwersytecie Paryskim. Był także studentem École libre des sciences politiques. W latach 1929–1939 pracował dla Automatic Telephone Company, pełniąc m.in. funkcję dyrektora wszystkich operacji w Europie.
W 1939 został zmobilizowany do Francuskich Sił Powietrznych jako sierżant rezerwy. Jean Monnet mianował go następnie zastępcą szefa francuskiej misji w Stanach Zjednoczonych, mającej na celu zakup samolotów wojskowych. W 1940 roku po raz pierwszy spotkał się z generałem Charles’em de Gaulle’em. Pod koniec czerwca 1940 roku dołączył do sił Wolnej Francji.
W lipcu 1940 roku został mianowany sekretarzem generalnym Francuskiej Afryki Równikowej i wraz z pułkownikiem Philippe’em Marie Leclerkiem oraz Claude’em Hettierem de Boislambertem wyjechał do Afryki, mając za zadanie przyłączenie francuskich kolonii do Wolnej Francji. Odegrał kluczową rolę w wydaniu decyzji o przyłączeniu Czadu do Wolnych Francuzów przez gubernatora Félixa Éboué.
We wrześniu 1941 roku został mianowany komisarzem ds. gospodarki, finansów i kolonii we Francuskim Komitecie Narodowym. W październiku 1941 powrócił do Londynu. W 1942 został mianowany komisarzem ds. gospodarki, kolonii i marynarki handlowej, został także wiceprzewodniczącym Francuskiego Komitetu Narodowego. W październiku 1942 roku objął stanowisko komisarza do spraw zagranicznych i kolonii, a od lutego 1943 ponownie tylko komisarza ds. kolonii. Funkcję komisarza ds. kolonii pełnił także we Francuskim Komitecie Wyzwolenia Narodowego i Rządzie Tymczasowym Republiki Francuskiej. Na przełomie stycznia i lutego 1944 roku przewodniczył konferencji o dekolonizacji zorganizowanej w Brazzaville.
Po śmierci Aimé Lepercqa w listopadzie 1944 roku objął stanowisko ministra finansów, a od kwietnia 1945 był ministrem finansów i gospodarki. Funkcję ministra przestał pełnić po rezygnacji de Gaulle′a w 1946.
Pomagał w założeniu Demokratycznej i Socjalistycznej Unii Ruchu Oporu, która miała włączyć ludzi wywodzących się z Resistance w życie polityczne Republiki. W latach 1946–1953 był przewodniczącym tego ugrupowania. Jednym z jego partyjnych kolegów był wielokrotny minister, a następnie socjalistyczny prezydent François Mitterrand.
W październiku 1949 roku został mianowany ministrem obrony w rządzie Georges’a Bidaulta. Tę samą funkcję pełnił w rządach Antoine’a Pinaya, René Mayera i Josepha Laniela. W latach 1950–1951 i 1951–1952 pełnił urząd premiera. W maju 1958 roku pełnił krótko funkcję ministra spraw zagranicznych. W latach 1958–1969 był jednym z delegatów Francji w Parlamencie Europejskim. Następnie pełnił funkcję ministra sprawiedliwości w rządach Jacques’a Chabana-Delmasa i Pierre’a Messmera.
Obecnie pamiętany jest głównie ze względu na tzw. „Plan Plevena”, który zmierzał do stworzenia Europejskiej Wspólnoty Obronnej (co ostatecznie zablokowali komuniści i gaulliści).
Od 1944 był członkiem kapituły Orderu Wyzwolenia, a od 1948 członkiem Francuskiej Akademii Nauk.

## Odznaczenia i wyróżnienia
Odznaczony następującymi odznaczeniami:
- Order Wyzwolenia
- Komandor Orderu Zasługi Morskiej
- Krzyż Wielki Orderu Imperium Brytyjskiego
- Krzyż Wielki Orderu Oranje-Nassau
- Wielki Oficer Orderu Leopolda
- Krzyż Wielki Orderu Danebroga
- Krzyż Wielki Orderu Zasługi Republiki Włoskiej
- Krzyż Wielki Orderu Alawitów
- Krzyż Wielki Orderu Miliona Słoni i Białego Parasola
- Krzyż Wielki Orderu Gwiazdy Polarnej
- Wielki Oficer Narodowego Orderu Wybrzeża Kości Słoniowej
- Doktorat honoris causa Uniwersytetu Karoliny Północnej